# 경진여객 (울산)
경진여객(慶進旅客)은 울산광역시의 옛 시내버스 회사였고, 본사는 울산광역시 중구 반구동 448-3번지에 위치해 있었으며 현재는 한성교통으로 사명을 변경한 남진여객과 계열사였다. 경기도 수원시의 직행좌석버스 및 시외버스 회사 및 화성시의 도시형버스 회사인 경진여객(京進旅客)과는 이름만 같을 뿐 아무 관련이 없다.

## 주요 연혁
- 1968년: 회사 경전여객 울산 반구동 영업소 분리 독립 설립
- 1998년 12월 11일: 한국노총을 탈퇴하고 민주노총에 가입[1]
- 2003년 10월: 임금체불과 경영부실로 인하여 운행 정지[2]
- 2004년 2월 18일: 최종적으로 부도 및 폐업 처리되어 사업면허가 취소되었다.[※ 2]